# 跑起來老實人
《跑起來老實人》（日语：走れ正直者）是日本男性歌手西城秀樹的第66張單曲1991年4月21日由D.O.G HOUSE／BMG勝利（今日本索尼音樂娛樂）發行。

## 解說
- 同名標題曲「跑起來老實人」是富士電視台電視動畫《櫻桃小丸子 (第1期)》的第2代片尾主題曲。至於該歌曲會請西城秀樹擔任主唱的原因是，同名漫畫的原作者櫻桃子本身就是西城的歌迷，因此西城爽快的答應了，並實現了櫻桃子從小的心願。
- 「跑起來老實人」後來另外有收錄在西城的名曲集大成CD中。
- 發片廠商雖然是由BMG勝利（現已併入日本索尼音樂娛樂），但原盤權（日语：原盤権）至今仍歸Being所有。從這首歌曲之後，只要是由長戶大幸擔任執行製作人的其它歌曲之原盤版權都歸Being所有。
- 「跑起來老實人」也是在日本國內創舉的斯卡名曲。但是負責作曲和編曲由織田哲郎後來在接受專訪時表示，事實上在錄製這首歌的時候，斯卡和雷鬼類音樂在當年的日本流行音樂沒有很流行[1]。

## 收錄歌曲
所有歌曲由織田哲郎編曲。
1. 跑起來老實人
  - 作詞：櫻桃子，作曲：織田哲郎
  - 富士電視台電視動畫《櫻桃小丸子 (第1期)》第2代片尾主題曲
2. HIDEKI Greatest Hits Mega-Mix
【激烈的戀愛（日语：激しい恋）～滿身傷痕的蘿拉（日语：傷だらけのローラ）～熱情風暴（日语：情熱の嵐）～薔薇鎖（日语：薔薇の鎖）～YOUNG MAN (Y.M.C.A.)（日语：YOUNG MAN (Y.M.C.A.)）～腹毛（日语：ギャランドゥ）～Night Games（日语：ナイトゲーム）～破碎的愛（日语：ちぎれた愛）】

## 時事
- 該單曲發行3星期之後，西城他在5月11日於東京·厚生年金會館（日语：東京厚生年金会館）舉辦的歌壇出道20週年記念演奏會『HIDEKI SAIJO CONCERT TOUR '91 FRONTIER ROAD（日语：HIDEKI SAIJO CONCERT TOUR '91 FRONTIER ROAD）』中有獻唱該歌曲。

## 逸事
「跑起來老實人」在被選為《櫻桃小丸子》第1期動畫片尾曲之前，曾在同名動畫的筆頭贊助廠商日本電信電話（當時廠名叫NTT）的廣告作為『call waiting』短片歌曲使用。同時，《櫻桃小丸子》的主角小丸子有在這部廣告短片中出場。歌詞方面，廣告短片版的「跑起來老實人」歌詞中的「（中譯印第安人）」在動畫片尾曲時改成「（中譯小香腸）」（歌詞中唱到「印第安」或「小香腸」之前，一樣都以樂句表現）。

## 相關項目
- MAD DOG（日语：MAD DOG）
- HIDEKI HOUSE（日语：ヒデキハウス）
- HIDEKI DANCE3（日语：HIDEKI DANCE3）